# Lúcio Alves
Lúcio Ciribelli Alves (Cataguases, 28 de janeiro de 1927 — Rio de Janeiro, 3 de agosto de 1993) foi um cantor e compositor brasileiro.

## Carreira
Começou a tocar violão na infância. Criou nos anos 1940, o grupo musical Namorados da Lua, ele era o cantor, violonista e arranjador; o grupo fez sucesso e se desfez em 1947. Compôs com Haroldo Barbosa a canção De conversa em conversa e Baião de Copacabana.
No início da década de 1950 se tornou um dos cantores mais populares do rádio. Gravou com Dick Farney - Teresa da praia (Tom Jobim/Billy Blanco), Sábado em Copacabana (Dorival Caymmi/Carlos Guinle), Valsa de uma cidade (Ismael Neto/Antônio Maria), Xodó (Jair Amorim/J M de Abreu).
Lançou o disco Lúcio Alves interpreta Dolores Duran - 1960 - homenageando a cantora que morreu em 1959.
Os discos A bossa é nossa e Balançamba, destacam-se as suas interpretações para Dindi (Tom Jobim/Aloysio de Oliveira), Samba da minha terra de Dorival Caymmi, Ah, se eu pudesse e O barquinho (Roberto Menescal/Ronaldo Bôscoli). Dóris e Lúcio no Projeto Pixinguinha - com Dóris Monteiro - gravadora EMI Odeon Brasil - 1978.
Romântico/A arte do espetáculo - ao vivo - gravado ao vivo no restaurante-bar Inverno & Verão - São Paulo - agosto de 1986. Foi a última gravação de Lúcio Alves.
Morreu em 1993, vítima de um ataque cardíaco, no Rio de Janeiro. Foi sepultado no Cemitério de São Francisco Xavier, no Caju, zona norte carioca.

## Filmografia
- 1952 - Carnaval Atlântida[1]
- 1954 - O Rei do Movimento[2]
- 1960 - Marido de Mulher Boa[3]

## Discografia
- 1957 Serestas (Mocambo)
- 1959 Lúcio Alves, sua oz íntima, sua Bossa Nova, interpretando Sambas em 3-D (Odeon)
- 1960 A noite do meu Bem (Odeon)
- 1961 A Bossa é nossa (Philips)
- 1961 Cantando depois do sol (Philips)
- 1961 Bossa Nova mesmo (Philips)
- 1962 Tio Samba - Música americana em Bossa Nova (Philps)
- 1963 Balançamba (Elenco)
- 1964 Bossa Session (Elenco)
- 1974 MPB ao vivo
- 1975 Lúcio Alves (RCA Victor)
- 1978 Dóris Monteiro e Lúcio Alves no Projeto Pixinguinha (Coronado/EMI-Odeon)
- 1986 Romântico (Inverno & Verão)
- 1988 Há sempre um Nome de Mulher
- 2000 No Palco! (Intercd)